# IGR J17091-3624

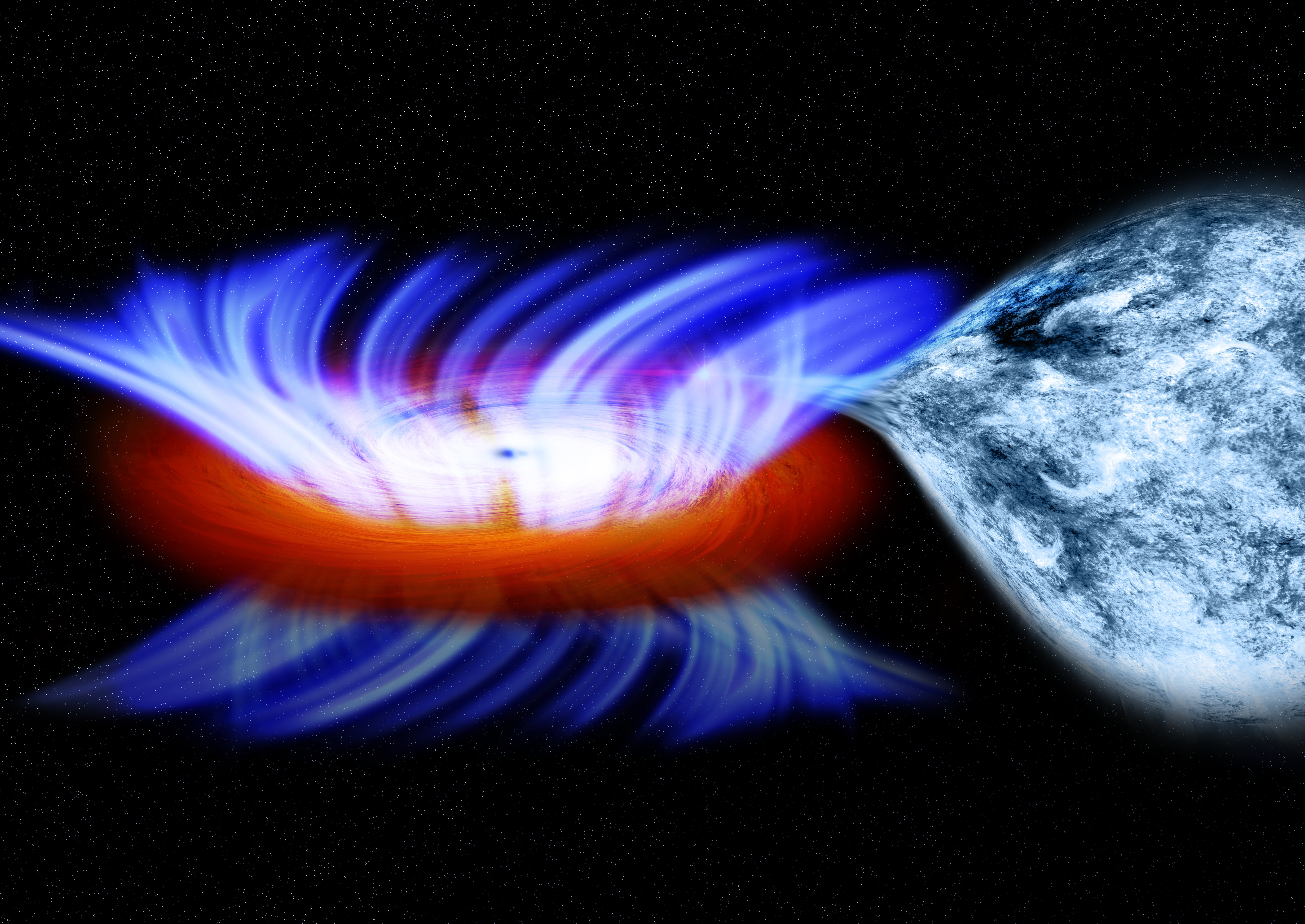
想像図

IGR J17091-3624は、さそり座の方向に地球から2万8000光年離れた位置にあるブラックホールである。太陽と似た恒星と連星になっている。

## 質量
IGR J17091-3624は、見つかっている中で最も軽い、3太陽質量程度のブラックホールである。シュワルツシルト半径は8.9kmとなる。恒星質量ブラックホールは、大質量の恒星が超新星爆発を起こして誕生するが、これが発見されるまでは5～10太陽質量のものが多かった。IGR J17091-3624の質量は、理論上生じる恒星質量ブラックホールの下限に近い。

## 「風」
IGR J17091-3624には降着円盤があり、降着円盤からは光速の3%の速度の「風」が吹いている。これは恒星質量ブラックホールが放出する速度の10倍程度であり、100万から数十億倍の超大質量ブラックホールの最大速度に匹敵する。この風が吹いているとき、通常見られる宇宙ジェットが観測されない。これは他の恒星質量ブラックホールでも見られる現象で、風の発生がジェットの発生を抑える証拠となる。この風は、ブラックホールが捕らえている物質より多くの物質を運び去っている可能性がある。